# Herminio Martínez
Herminio Martínez Ortega (Cañada de Caracheo, Cortazar, Guanajuato, 13 de marzo de 1949 - Celaya, Guanajuato, 17 de agosto de 2014) fue un poeta, narrador y académico mexicano. Fue académico correspondiente de la Academia Mexicana de la Lengua desde 1994 hasta su muerte, y profesor de la Universidad de Guanajuato.

## Semblanza
Herminio Martínez publicó 24 libros entre novela, cuento, poesía y ensayo. Su narrativa fue reconocida por, entre otros, Juan Rulfo, Seymour Menton y Edmundo Valadés. Su obra hace parte de varias antologías de poesía y narrativa, entre las que destaca Asamblea de poetas jóvenes de México, compilada por Gabriel Zaid. Entre las novelas de Martínez se cuentan Hombres de temporal, Diario maldito de Nuño de Guzmán, Las puertas del mundo, Invasores del paraíso y Lluvia para la tumba de un loco. Entre los libros de cuentos: La jaula del tordo, Los nardos del insomnio y Tan oscura noche de tormenta. Entre los poemarios: Katún, Cantos de Machigua, Música para desventura y orquesta y Animales de amor.
Fue miembro de la Sociedad General de Escritores de México (SOGEM), y, correspondiente de la Academia Mexicana de la Lengua (1994-2014).
En 2013, la Universidad Autónoma Metropolitana (UAM) y la Fundación Cultural René Avilés Fabila, publicaron una selección de narraciones de este autor guanajuatense, bajo el título de La eternidad no tiene mirasoles. 
Fue cronista municipal de Celaya, Guanajuato.
Falleció en la ciudad de Celaya, Guanajuato, el 17 de agosto de 2014.

## Premios
Entre sus premios de poesía, son de notarse el "Punto de Partida" de la Universidad Nacional Autónoma de México (UNAM); el "Manuel Torre Iglesias", de La Paz, Baja California Sur; el "Ramón López Velarde" (FONAPÁS), de Zacatecas; el "Pablo Neruda", de Buenos Aires, Argentina y el “Clemencia Isaura de la poesía”, del carnaval de Mazatlán, el cual obtuvo en 1985. Y el de las “XXIX Justas Poéticas Castellanas Ciudad de Dueñas", en Palencia, España, en 1995. En ese mismo año fue ganador del Premio "Lotería de Cuentos", de Editorial Planeta y la Lotería Nacional. 
En 1996 obtuvo el Premio Nacional de Novela José Rubén Romero, otorgado por el Instituto Michoacano de Cultura y el Consejo Nacional para la Cultura y las Artes de México. En 1998, obtuvo el Premio Internacional de Novela Corta “Ciudad de Barbastro”, en Aragón, España, con El regreso, novela histórica ambientada en la vida de Antonio Pigafetta, marino de Magallanes. Otros premios que ha ganado, son: El Premio Nacional de Poesía Gilberto Owen, en Culiacán, Sinaloa, 1999. En el año 2000 fue distinguido con el Premio Internacional de Poesía "Hermanos Argensola", en España, por su poemario: Música para desventura y orquesta. En Argentina ganó el Premio Internacional de Poesía "La Poesía y el Mar" de la Biblioteca Popular de Monte Hermoso, Buenos, Aires. Y en 2001 recibió el Premio Internacional de Poesía Cáceres Patrimonio de la Humanidad, por su poemario Animales de amor, publicado por Editorial Algaida. En 2002, fue ganador del Premio Nacional de Poesía “Amado Nervo”, con Monólogo del habitante. En 2011 obtuvo el Premio de Novela “Valladolid a las Letras”.

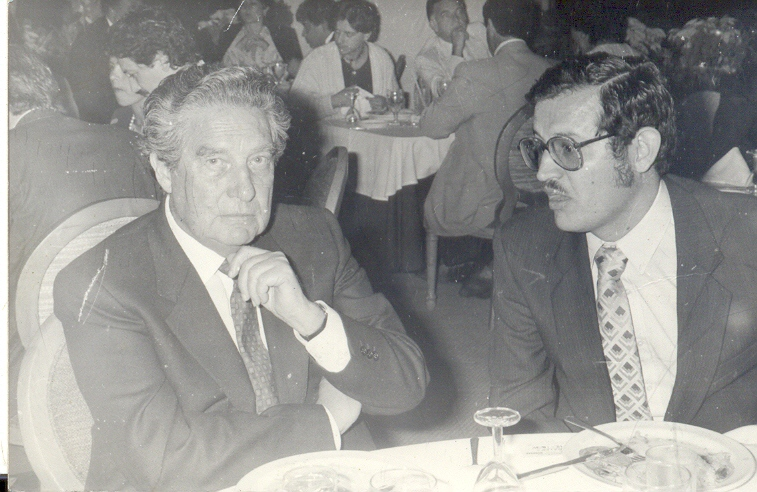
Octavio Paz y Heminio Martínez en Mazatlán, 29 de marzo de 1985.
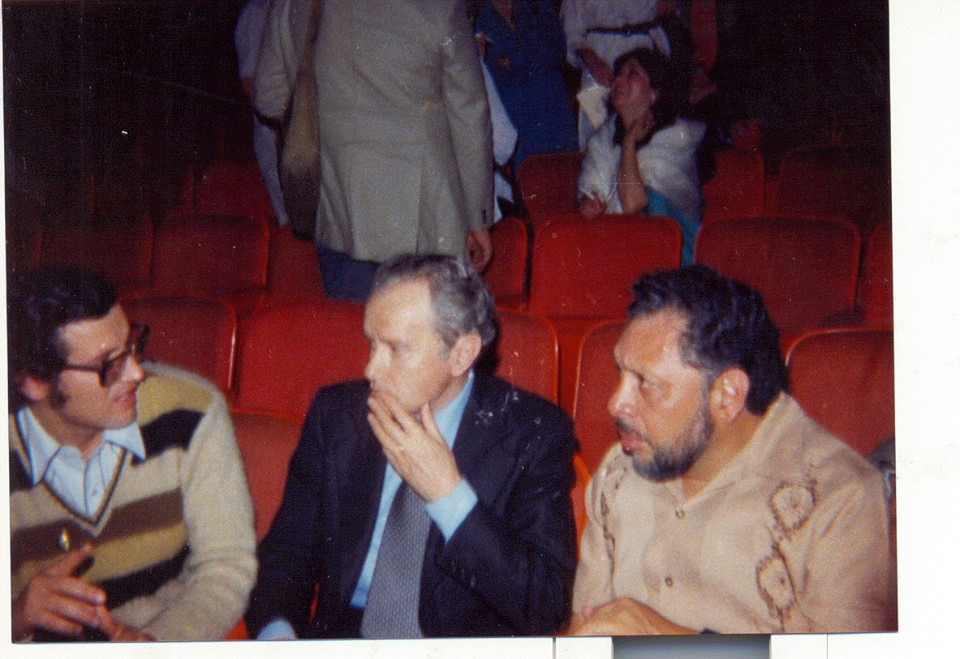
En la ceremonia del premio "Ciudad de la Paz" a Herminio Martínez, quien está acompañado de Juan Rulfo y Juan Bañuelos, 1982.
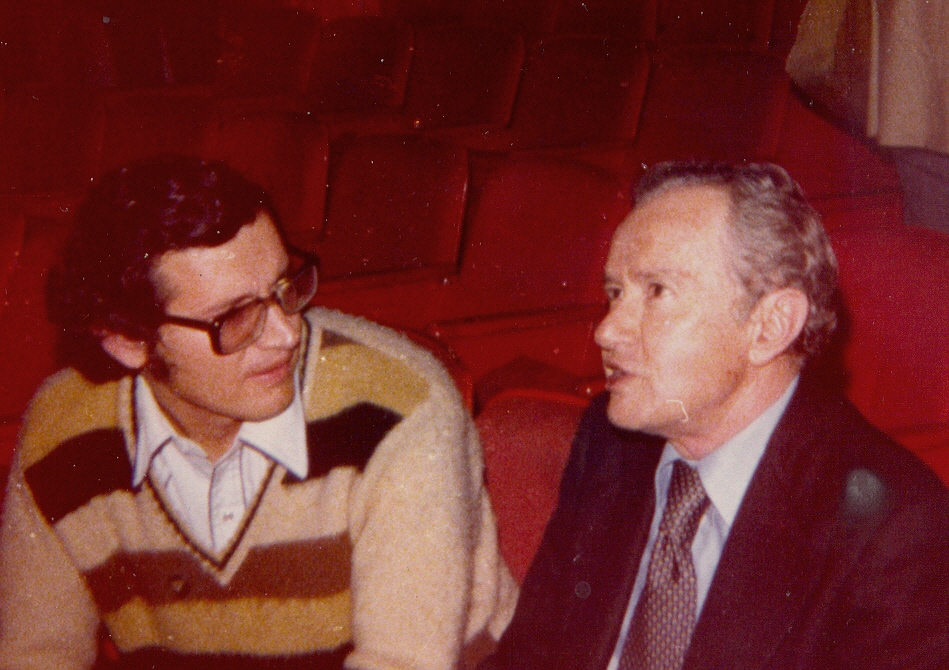
Herminio Martínez, autor de La jaula del Tordo y Juan Rulfo, Autor de El llano en llamas, en una conversación sobre el lenguaje del Bajío.